# Parque Ecológico do Córrego Grande
O Parque Ecológico do Córrego Grande (ou Parque Horto Florestal do Córrego Grande, ou também, Parque Ecológico Municipal Prof. João Davi Ferreira Lima) é uma unidade de conservação localizada no município brasileiro de Florianópolis.

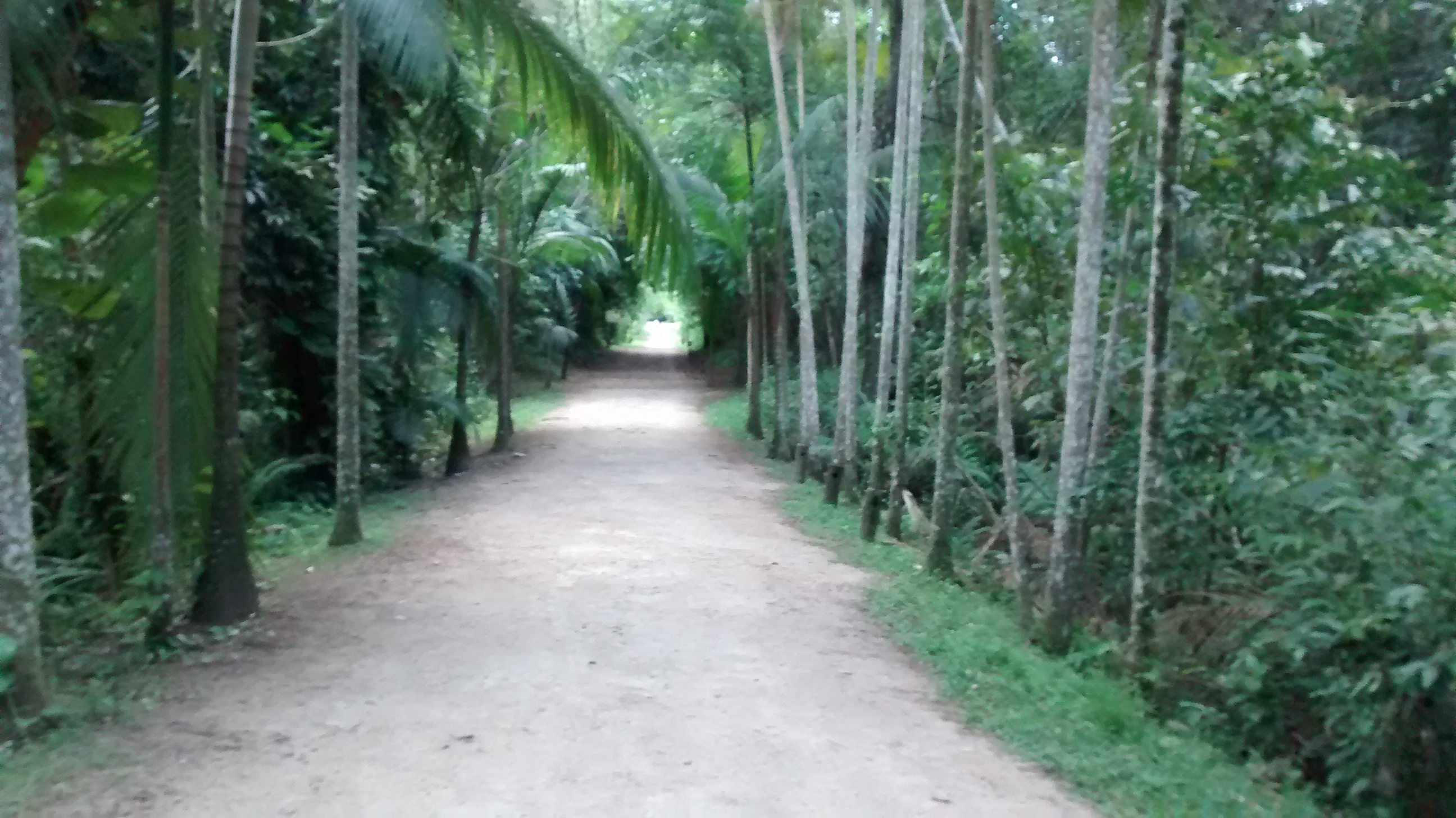
O parque linear conta com uma pista de caminhada amplamente encoberta por árvores típicas da região

## Descrição
O parque cobre uma área de 21,3 hectares (213 000 m2) e está localizado na região centro-oeste da Ilha de Santa Catarina, entre os bairros do Córrego Grande e Santa Mônica. Este é o único parque integralmente em área urbana da capital catarinense. Apresenta relevo plano, cortado por cursos d'água, sendo utilizado para realização de atividades de recreação, lazer, educação ambiental, pesquisa e cultura voltadas à área ambiental. Existem no parque 3 trilhas (Palmiteiro, Pau-Jacaré e Garapuvu) e uma pista de caminhada de 1 km de comprimento. O parque recebe um número aproximado de 800 visitantes diariamente.

### Fauna
O parque horto florestal do Córrego Grande serve de refúgio para a vida silvestre nos arredores da UFSC.
A fêmea de jacaré-de-papo-amarelo, chamada de Harolda, é uma das figuras corriqueiramente vistas no local.. Outros répteis avistados no local foram uma cobra-coral e um tigre d’água. Além de répteis, alguns mamíferos também são vistos no parque, como gambás e grupos de saguis. Em Florianópolis, podem ser encontrados vários membros dessa família, como o sagui-do-tufo-preto, sagui-do-tufo-branco, sagui-da-cara-branca e o sagui-de-wied. Em 2009, Nakamura estudou a relação de convivência entre saguis e humanos no parque do Córrego. Algumas das aves que podem ser vistas são biguás, garças, araquã, papagaios, tucanos e gralhas.

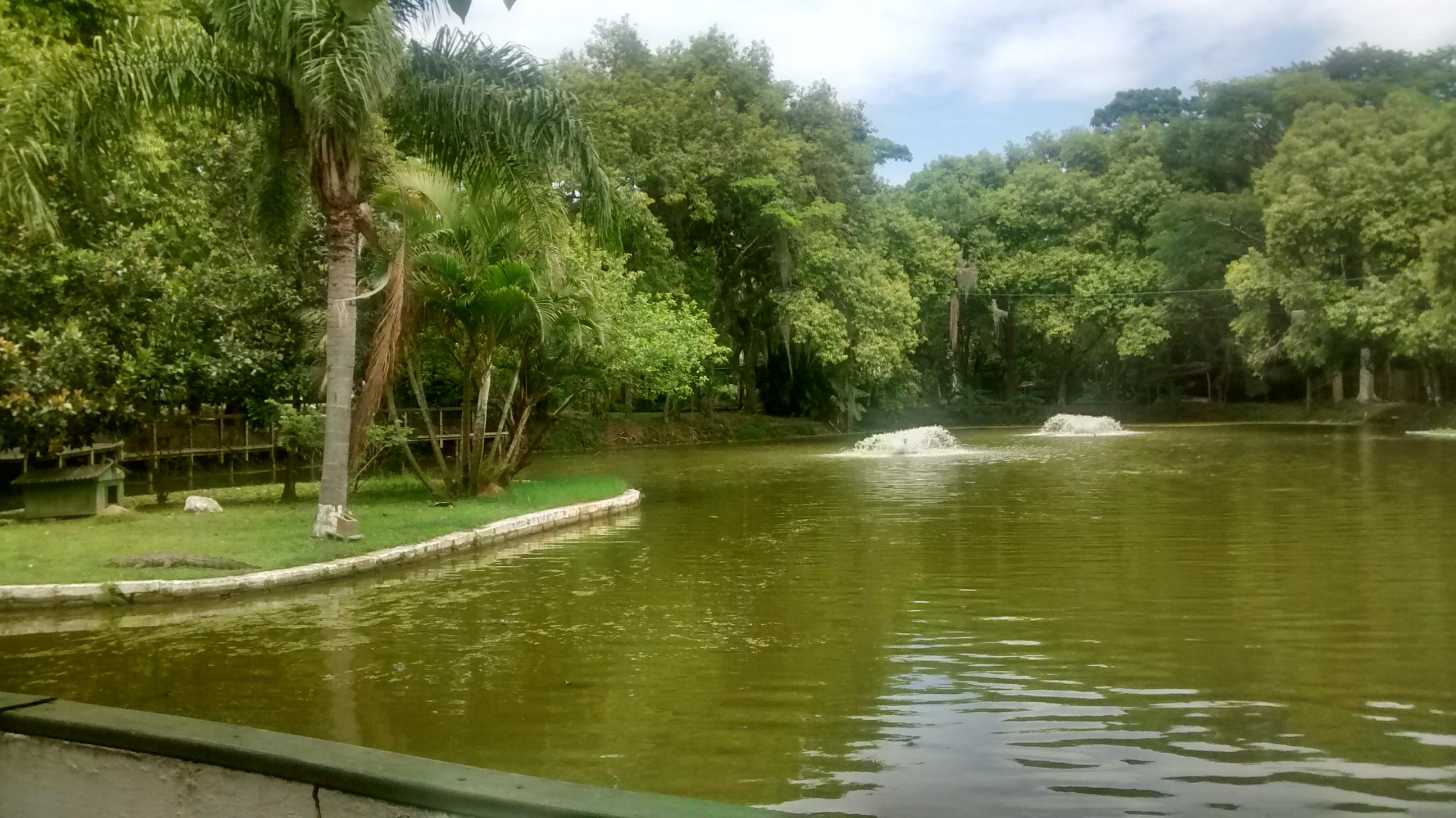
No canto inferior esquerdo, um jacaré-de-papo-amarelo repousa ao sol.
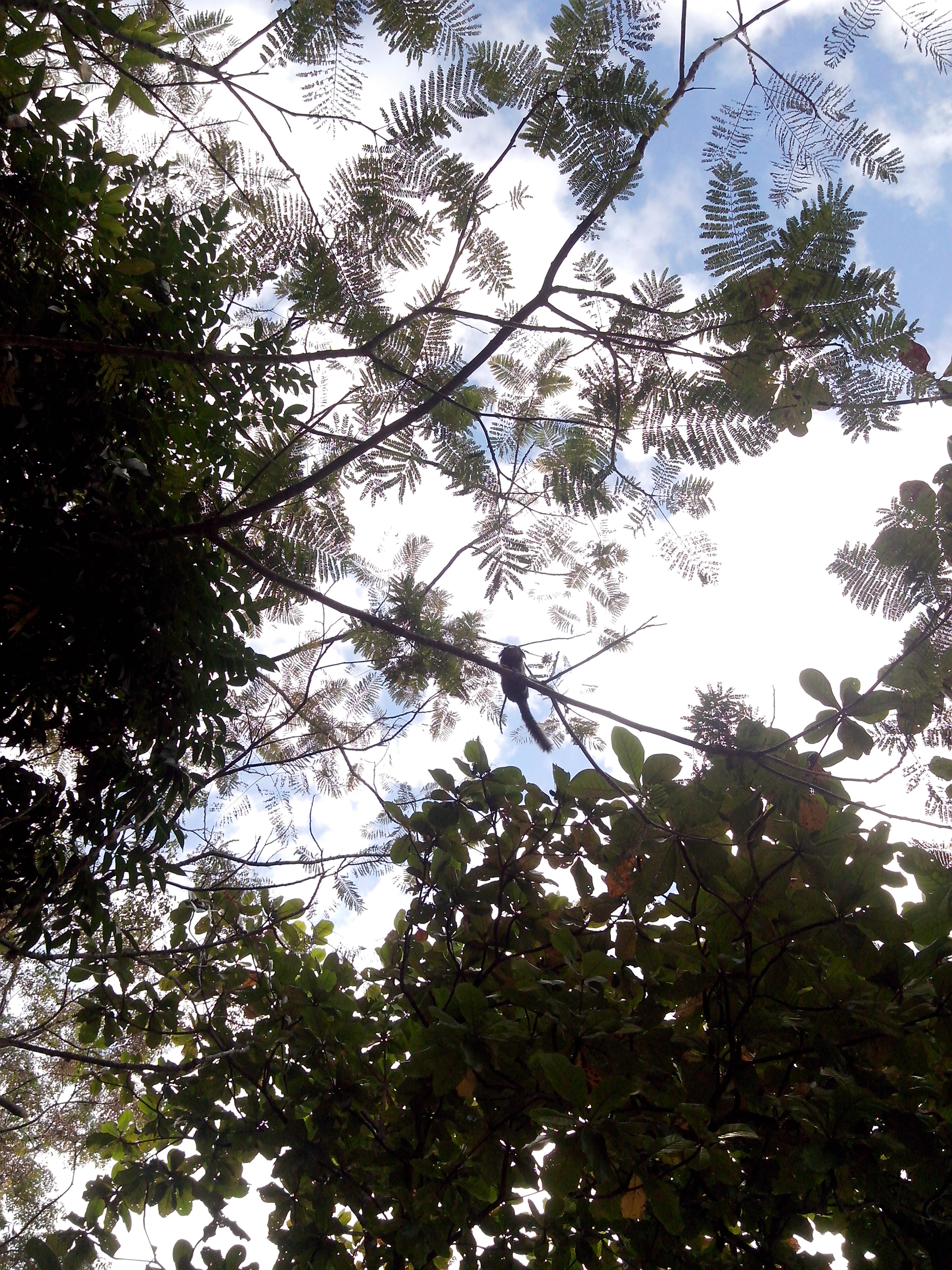
Um sagui observa o fotógrafo da copa de uma árvore no parque linear do Córrego Grande.

Em 2014, foi inaugurado o primeiro borboletário de Florianópolis, pelo departamento de ecologia e zoologia da UFSC. O espaço recebe o nome de Woody Benson, um ecologista norte-americano que estuda borboletas há mais de 40 anos no Brasil. No insetário são encontrados ainda besouros, louva-a-deus e bichos-pau.
Em 2019, foram instaladas 20 câmaras de monitoramento em diversas regiões da Ilha. O projeto é uma parceria entre a Fundação Municipal do Meio Ambiente de Florianópolis e pesquisadores da UFSC e tem o objetivo de realizar um levantamento sobre aves e mamíferos que vivem ou passam por estes locais.

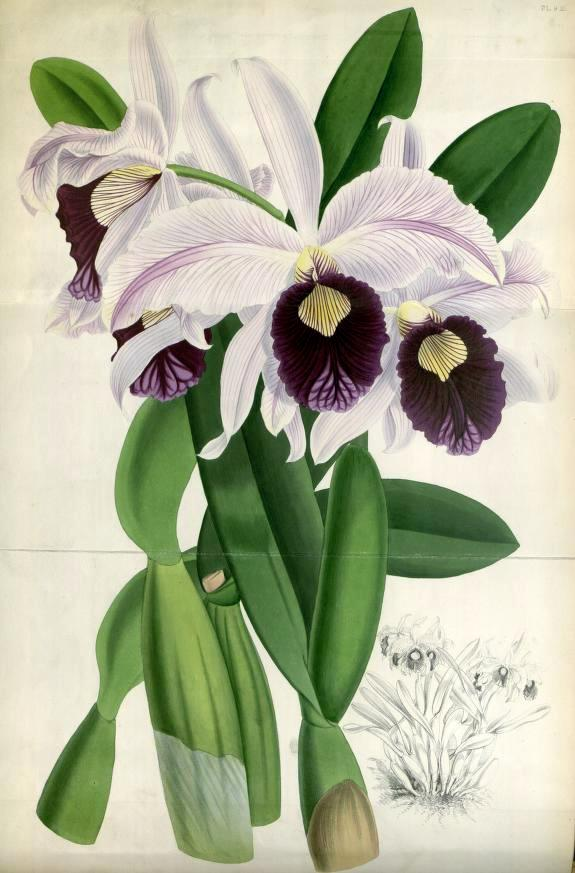
No parque, pode-se encontar exemplares de Laelia purpurata, flôr símbolo de Florianópolis.

### Flora
A vegetação do parque foi amplamente modificada ao longo do século XX, de uma pastagem para um reduto de Mata Atlântica. O parque conta com mais de 100 espécies de árvores identificadas. Algumas das espécies encontradas hoje no local são pau-Brasil (árvore nacional do Brasil), garapuvu (árvore símbolo de Florianópolis), embaúba, palmiteiro, araribá-amarelo, paineira, pau-jacaré, capororoca e tanheiro. Além de grandes quantidades de bromélias e orquídeas (entre as quais, destaca-se a Laelia purpurata, flor símbolo de Florianópolis).

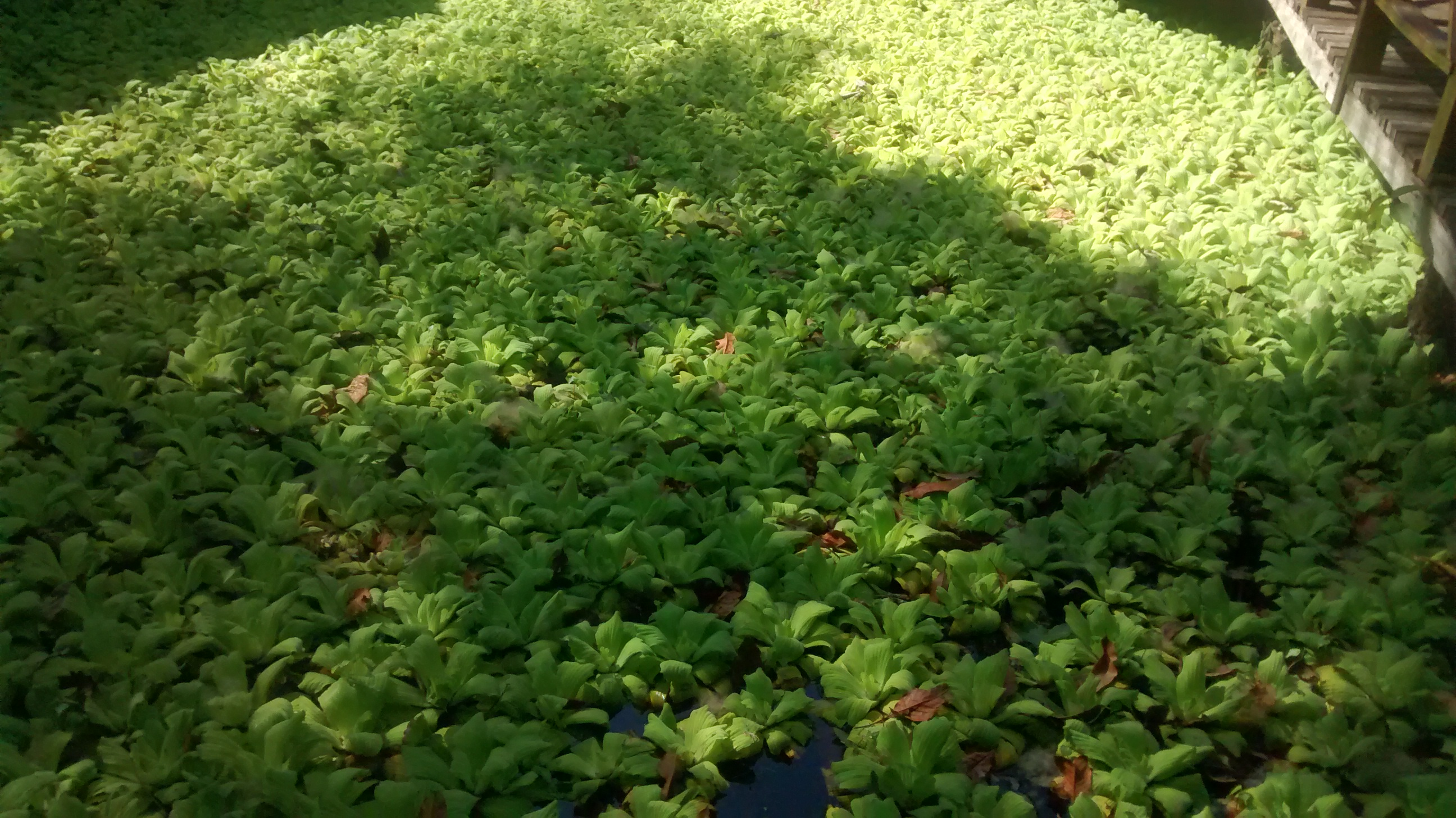
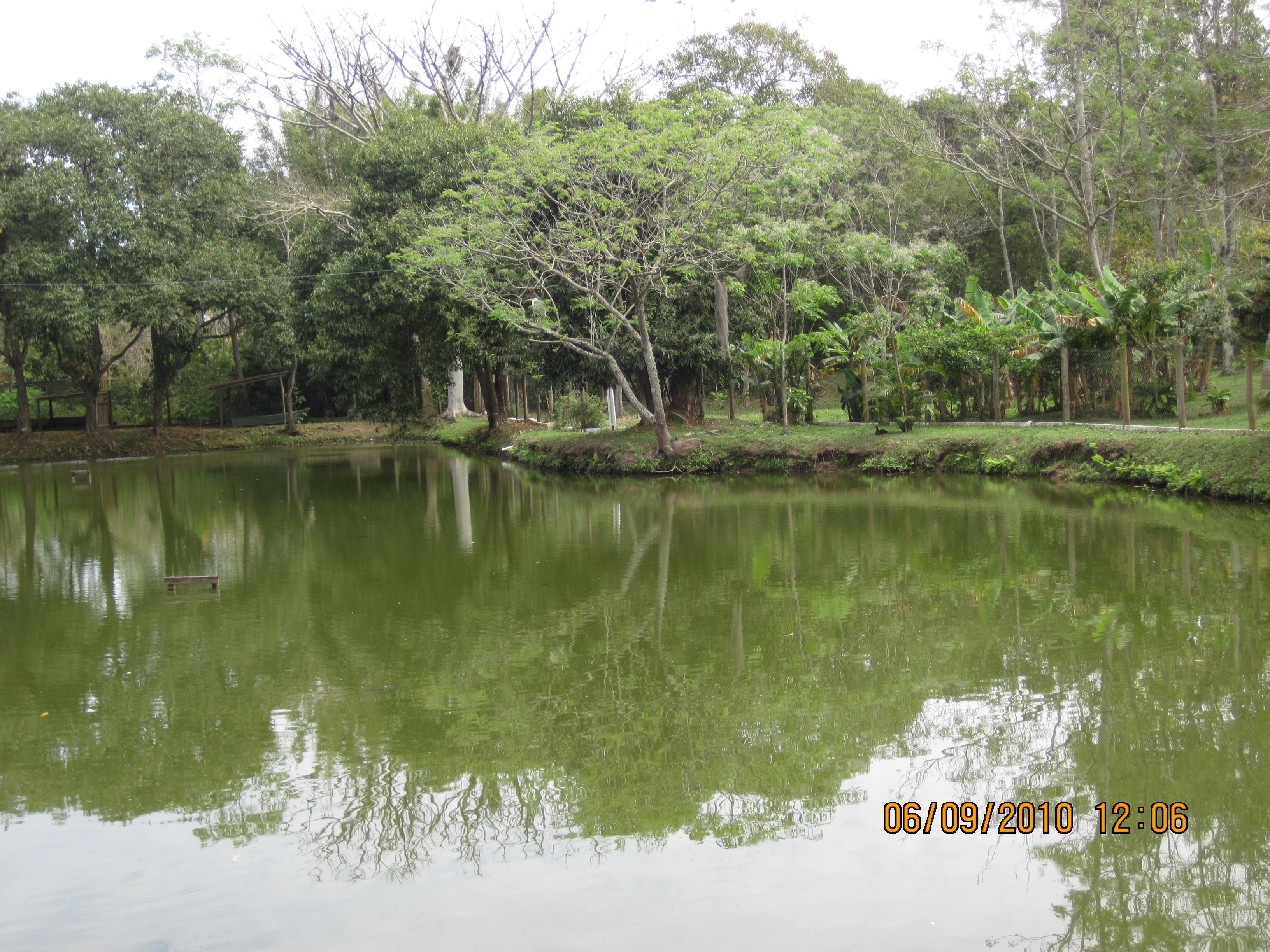
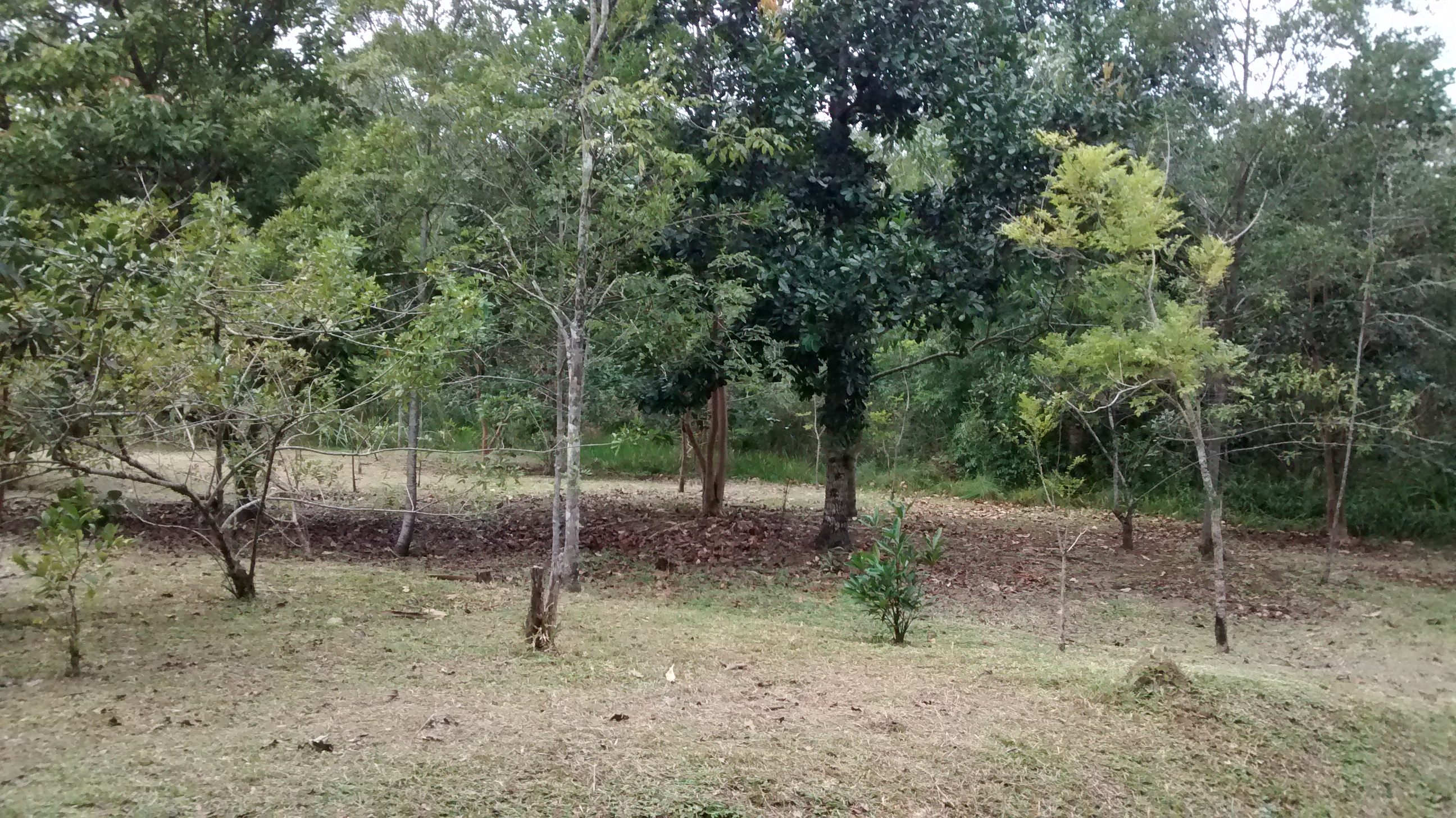

## Histórico
Até o início do século XX, o local abrigava uma chácara produtora de leite. A vegetação era pouco mais que capim gordura, pinus e eucaliptos. Segundo o Professor Cesar Floriano dos Santos, foi o esforço da comunidade que tornou o parque no que é hoje. 
Essa unidade era uma antiga reserva florestal do IBDF (Instituto Brasileiro de Desenvolvimento Florestal), posteriormente do IBAMA, tendo sido cedida ao município. O parque foi inaugurado em 5 de agosto de 1994 graças a uma parceria entre o IBAMA, a prefeitura de Florianópolis (na época, prefeito Sérgio Grando) e a COMCAP (Companhia de Melhoramentos da Capital).  Apenas 51 dias após sua abertura, parque foi fechado ao público em razão de um acidente envolvendo um pai com seu filho que foram atingidos por um eucalipto num dia de fortes ventos (111,2 km/h). Após reformas e recuperação da vegetação nativa, o Parque Ecológico foi reaberto à visitação no dia 3 de dezembro de 2001.
Em 2013, na ocasião da celebração dos 90 anos da fundação do clube catarinense de futebol Avaí, foram plantadas 50 mudas de árvores no parque. Além destas, os integrantes do clube também plantaram mudas no Parque Municipal da Lagoa do Peri e no Parque Natural Municipal do Morro da Cruz num total de 150 mudas de árvores.

### Nome
O Professor João Davi Ferreira Lima foi um dos fundadores da Universidade Federal de Santa Catarina em 1960, sendo o seu primeiro reitor. Hoje, seu nome é celebrado, além do parque ecológico, também no campus da UFSC e como uma medalha concedida anualmente pela prefeitura florianopolitana.

## Atualidade
Atualmente, funciona todos os dias, das 7 às 18 horas, possui estrutura para passeios familiares. Dotado de equipamentos de lazer (lago, pistas de caminhada, bancos rústicos), recebe cerca de 500-800 visitantes diariamente, sendo que este número dobra nos finais de semanas e feriados. O período da tarde é o preferido e o público é composto sobretudo de famílias, com frequência de visitação de 3 a 4 dias por semana.
O ingresso de animais de estimação no parque é proibido.
Em 2020, ações do ministro do meio ambiente colocaram o parque numa lista para privatização. Sob pressão da comunidade, tanto o ministro (Ricardo Salles) quanto o presidente do IBAMA (Eduardo Bim) indicaram que o parque seria retirado da dita lista.

## Pesquisa
A proximidade com a Universidade Federal de Santa Catarina tem favorecido o desenvolvimento de diversas ações, em parte por estudantes e pesquisadores do Centro de Ciências Biológicas e doutros departamentos daquela instituição. Alguns exemplos:
- Sobre flebotomíneos e infecção por Leishmania (da Silva, Renan 2019);[19]
- Sobre estratégias ensino na natureza para autismo, Down, e outras condições cognitivas (Rocha, Simone 2018);[20]
- Sobre abelhas e vespas no parque (Gonçalves, Luisa R. 2018);[21]
- Sobre formigas no solo do parque (Marcineiro, Frederico R. 2017)[22] e a diversidade de insetos no local (Palau, Artur P. et al., 2016)[23]
- Sobre a realização de atividade física ao ar livre (da Costa, Bruno G. G. et al., 2016);[24]
- Sobre sagui-de-tufos-pretos no parque (da Silva, Luciana Z. et al., 2013);[25]
- Sobre a transformação da vegetação local (Góes, Talita L. 2011)[11] e a urbanização do bairro Córrego Grande (Vieira, Paulo B. de-H. G. 2012);[26]
- Sobre a qualidade d'água de rios da ilha (Fuzinatto, Cristiane F. 2009);[27]